# دوري الأمم الأوروبية للسيدات أ 2023–24
دوري أمم أوروبا للسيدات 2023–24 - الدرجة أ كان القسم الأعلى من دوري أمم أوروبا للسيدات 2023–24، وهو الموسم الافتتاحي لمسابقة كرة القدم الدولية التي تضم المنتخبات الوطنية النسائية التابعة للاتحاد الأوروبي لكرة القدم يويفا. اختتمت الدرجة "أ" بنهائيات نهائيات دوري أمم أوروبا للسيدات 2024 في فبراير 2024 لتحديد بطل المسابقة، بالإضافة إلى تحديد الفريقين المتأهلين (إلى جانب فرنسا المضيفة) إلى كرة القدم في الألعاب الأولمبية الصيفية 2024 – بطولة السيدات. كما تم استخدام النتائج لتحديد التصنيف في تصفيات تصفيات يورو السيدات 2025.

## النظام
ضمت الدرجة "أ" الفرق الـ16 الأعلى تصنيفًا وفقًا لتصنيف الاتحاد الأوروبي للفرق الوطنية للسيدات، مقسمة إلى أربع مجموعات من أربعة فرق. لعب كل فريق ست مباريات ضمن مجموعته بنظام الذهاب والإياب خلال أشهر سبتمبر، أكتوبر، ونوفمبر إلى ديسمبر 2023. تأهل الفائزون في كل مجموعة إلى نهائيات دوري أمم أوروبا للسيدات 2024. كما تم استخدام المسابقة كمرحلة أولى في تصفيات تصفيات يورو السيدات 2025، والتي تتبع هيكل دوري مماثل. تم هبوط الفرق التي احتلت المركز الرابع في كل مجموعة إلى الدرجة "ب"، بينما خاضت الفرق التي احتلت المركز الثالث مباريات ملحق الصعود والهبوط ضد وصيفي الدرجة "ب"، حيث انضم الفائزون إلى الدرجة "أ" في تصفيات يورو 2025، بينما انضم الخاسرون إلى الدرجة "ب".
أقيمت نهائيات دوري الأمم في فبراير 2024 بنظام خروج المغلوب، وشملت نصف نهائي بمباراة واحدة، مباراة تحديد المركز الثالث، والمباراة النهائية. تم تحديد المواجهات عبر قرعة مفتوحة. تأهل أفضل فريقين في النهائيات (باستثناء فرنسا) إلى أولمبياد 2024. لم تكن منتخبات إنجلترا، اسكتلندا، وويلز مؤهلة للأولمبياد، لكن تم الاتفاق على أن نتائج إنجلترا ستُمثل ترشيح بريطانيا العظمى، لكن نظرًا لعدم تأهل إنجلترا إلى النهائيات، لم تتأهل بريطانيا العظمى إلى الأولمبياد.

## التصنيف
تم تخصيص الفرق في المستوى A وفقًا لـ تصنيف يويفا لمنتخبات السيدات بعد انتهاء مرحلة المجموعات في تصفيات كأس العالم للسيدات 2023 في 6 سبتمبر 2022. تم تقسيم الفرق إلى أربع أوعية، كل منها يضم أربعة فرق، بناءً على ترتيبها في تصنيف يويفا.
| الفريق  | التصنيف | الترتيب |
| ------- | ------- | ------- |
| إنجلترا | 46,178  | 1       |
| ألمانيا | 43,043  | 2       |
| فرنسا   | 42,584  | 3       |
| السويد  | 40,823  | 4       |

| الفريق   | التصنيف | الترتيب |
| -------- | ------- | ------- |
| إسبانيا  | 40,472  | 5       |
| هولندا   | 39,910  | 6       |
| النرويج  | 38,715  | 7       |
| الدنمارك | 37,535  | 8       |

| الفريق  | التصنيف | الترتيب |
| ------- | ------- | ------- |
| إيطاليا | 36,455  | 9       |
| بلجيكا  | 34,794  | 10      |
| النمسا  | 33,963  | 11      |
| آيسلندا | 33,348  | 12      |

| الفريق   | التصنيف | الترتيب |
| -------- | ------- | ------- |
| سويسرا   | 33,101  | 13      |
| ويلز     | 29,942  | 15      |
| البرتغال | 29,744  | 16      |
| إسكتلندا | 29,335  | 17      |

## المجموعات
الأوقات بتوقيت CET/CEST، كما هو مدرج من قبل اليويفا (الأوقات المحلية، إذا كانت مختلفة، بين قوسين).

### المجموعة 1
| م | الفريق       | لعب | ف | ت | خ | أ.له | أ.ع | أ.ف | نقاط | التأهل أو الهبوط                 |  | هولندا | إنجلترا | بلجيكا | إسكتلندا |
| - | ------------ | --- | - | - | - | ---- | --- | --- | ---- | -------------------------------- |  | ------ | ------- | ------ | -------- |
| 1 | هولندا       | 6   | 4 | 0 | 2 | 14   | 6   | +8  | 12   | التأهل إلى نهائيات دوري الأمم    |  | —      | 2–1     | 4–0    | 4–0      |
| 2 | إنجلترا      | 6   | 4 | 0 | 2 | 15   | 8   | +7  | 12   |                                  |  | 3–2    | —       | 1–0    | 2–1      |
| 3 | بلجيكا (O)   | 6   | 2 | 2 | 2 | 7    | 10  | −3  | 8    | التأهل إلى مباريات الصعود/الهبوط |  | 2–1    | 3–2     | —      | 1–1      |
| 4 | إسكتلندا (R) | 6   | 0 | 2 | 4 | 3    | 15  | −12 | 2    | الهبوط إلى دوري B                |  | 0–1    | 0–6     | 1–1    | —        |

1. 1 2  تعادل في المواجهات المباشرة. الترتيب حسب فارق الأهداف العام: هولندا +8، إنجلترا +7

| بلجيكا                     | 2–1   | هولندا    |
| -------------------------- | ----- | --------- |
| - ديتروير 61' - بلوم 90+3' | تقرير | - رود 60' |

| إنجلترا                | 2–1   | إسكتلندا       |
| ---------------------- | ----- | -------------- |
| - برونز 39' - هيمب 45' | تقرير | - هانسون 45+2' |

| هولندا                    | 2–1   | إنجلترا    |
| ------------------------- | ----- | ---------- |
| - مارتينز 34' - يانسن 90' | تقرير | - روسو 64' |

| إسكتلندا       | 1–1   | بلجيكا       |
| -------------- | ----- | ------------ |
| - هاوارد 90+3' | تقرير | - ميسيبو 52' |

| إنجلترا    | 1–0   | بلجيكا |
| ---------- | ----- | ------ |
| - هيمب 13' | تقرير |        |

| هولندا                                             | 4–0   | إسكتلندا |
| -------------------------------------------------- | ----- | -------- |
| - فان دي دونك 12' - بروغتس 32' - بيرنستين 52'، 71' | تقرير |          |

| بلجيكا                                       | 3–2   | إنجلترا                 |
| -------------------------------------------- | ----- | ----------------------- |
| - دي نيف 9' - وولايرت 45+6'، 85' (ركلة جزاء) | تقرير | - برونز 38' - كيربي 44' |

| إسكتلندا | 0–1   | هولندا       |
| -------- | ----- | ------------ |
|          | تقرير | - بروغتس 60' |

| بلجيكا         | 1–1   | إسكتلندا     |
| -------------- | ----- | ------------ |
| - ديترويير 31' | تقرير | - كوثبرت 34' |

| إنجلترا                              | 3–2   | هولندا              |
| ------------------------------------ | ----- | ------------------- |
| - ستانواي 59' - هيمب 61' - تون 90+1' | تقرير | - بيرنستين 12'، 35' |

| هولندا                                      | 4–0   | بلجيكا |
| ------------------------------------------- | ----- | ------ |
| - بيرنستين 34'، 54' - إيغورولا 90+1'، 90+5' | تقرير |        |

| إسكتلندا | 0–6   | إنجلترا                                                             |
| -------- | ----- | ------------------------------------------------------------------- |
|          | تقرير | - غرينوود 13' - جيمس 38'، 39' - ميد 45+1' - كيربي 49' - برونز 90+3' |

### المجموعة 2
| م | الفريق       | لعب | ف | ت | خ | أ.له | أ.ع | أ.ف | نقاط | المصير                                        |  | فرنسا | النمسا | النرويج | البرتغال |
| - | ------------ | --- | - | - | - | ---- | --- | --- | ---- | --------------------------------------------- |  | ----- | ------ | ------- | -------- |
| 1 | فرنسا        | 6   | 5 | 1 | 0 | 9    | 1   | +8  | 16   | تأهل إلى نهائيات دوري أمم أوروبا للسيدات 2024 |  | —     | 3–0    | 0–0     | 2–0      |
| 2 | النمسا       | 6   | 3 | 1 | 2 | 7    | 8   | −1  | 10   |                                               |  | 0–1   | —      | 2–1     | 2–1      |
| 3 | النرويج (O)  | 6   | 1 | 2 | 3 | 9    | 8   | +1  | 5    | تأهل إلى ملحق الهبوط                          |  | 1–2   | 1–1    | —       | 4–0      |
| 4 | البرتغال (R) | 6   | 1 | 0 | 5 | 5    | 13  | −8  | 3    | الهبوط إلى الدوري B                           |  | 0–1   | 1–2    | 3–2     | —        |

| النرويج     | 1–1   | النمسا      |
| ----------- | ----- | ----------- |
| - سافيك 26' | تقرير | - كامبل 72' |

| فرنسا                  | 2–0   | البرتغال |
| ---------------------- | ----- | -------- |
| - غيورو 27' - باشا 89' | تقرير |          |

| النمسا | 0–1   | فرنسا      |
| ------ | ----- | ---------- |
|        | تقرير | - رينار 5' |

| البرتغال                                       | 3–2   | النرويج                   |
| ---------------------------------------------- | ----- | ------------------------- |
| - جاسينتو 38' - كوستا 44' (ركلة.)، 69' (ركلة.) | تقرير | - مانوم 32' - تيرلاند 58' |

| النمسا                          | 2–1   | البرتغال         |
| ------------------------------- | ----- | ---------------- |
| - أماندو 63' (ه.ذ.) - دونست 69' | تقرير | - ت. بينتو 90+6' |

| النرويج    | 1–2   | فرنسا                           |
| ---------- | ----- | ------------------------------- |
| - لوند 60' | تقرير | - مييلدي 23' (ه.ذ.) - رينار 69' |

| البرتغال      | 1–2   | النمسا                  |
| ------------- | ----- | ----------------------- |
| - كابييتا 75' | تقرير | - بينتر 72' - كامبل 77' |

| فرنسا | 0–0   | النرويج |
| ----- | ----- | ------- |
|       | تقرير |         |

| النرويج                                          | 4–0   | البرتغال |
| ------------------------------------------------ | ----- | -------- |
| - هيغربيرغ 3'، 8' (ركلة.)، 49' - رومان هوغ 90+4' | تقرير |          |

| فرنسا                                 | 3–0   | النمسا |
| ------------------------------------- | ----- | ------ |
| - أنري 5' - لو سومير 57' - كاتوتو 84' | تقرير |        |

| النمسا                  | 2–1   | النرويج       |
| ----------------------- | ----- | ------------- |
| - كامبل 10' - شيشتل 89' | تقرير | - سافيك 90+4' |

| البرتغال | 0–1   | فرنسا         |
| -------- | ----- | ------------- |
|          | تقرير | - غيورو 90+4' |

### المجموعة 3
| م | الفريق      | لعب | ف | ت | خ | أ.له | أ.ع | أ.ف | نقاط | التأهل أو الهبوط            |  | ألمانيا | الدنمارك | آيسلندا | ويلز |
| - | ----------- | --- | - | - | - | ---- | --- | --- | ---- | --------------------------- |  | ------- | -------- | ------- | ---- |
| 1 | ألمانيا     | 6   | 4 | 1 | 1 | 14   | 3   | +11 | 13   | تأهل إلى نهائيات دوري الأمم |  | —       | 3–0      | 4–0     | 5–1  |
| 2 | الدنمارك    | 6   | 4 | 0 | 2 | 10   | 6   | +4  | 12   |                             |  | 2–0     | —        | 0–1     | 2–1  |
| 3 | آيسلندا (O) | 6   | 3 | 0 | 3 | 4    | 8   | −4  | 9    | تأهل إلى الملحق             |  | 0–2     | 0–1      | —       | 1–0  |
| 4 | ويلز (R)    | 6   | 0 | 1 | 5 | 4    | 15  | −11 | 1    | هبوط إلى الدوري B           |  | 0–0     | 1–5      | 1–2     | —    |

| الدنمارك           | 2–0   | ألمانيا |
| ------------------ | ----- | ------- |
| فانغسغارد 23'، 64' | تقرير |         |

| آيسلندا          | 1–0   | ويلز |
| ---------------- | ----- | ---- |
| - فيغوستوتير 18' | تقرير |      |

| ألمانيا                                      | 4–0   | آيسلندا |
| -------------------------------------------- | ----- | ------- |
| - بول 19'، 78' - غوين 35' (ركلة.) - شولر 68' | تقرير |         |

| ويلز        | 1–5   | الدنمارك                                                       |
| ----------- | ----- | -------------------------------------------------------------- |
| - فيشلُك 51' | تقرير | - هاردر 6' (ركلة.)، 11'، 90+1' - ثوغرسن 60' - س. ترولسغارد 87' |

| ألمانيا                                                             | 5–1   | ويلز         |
| ------------------------------------------------------------------- | ----- | ------------ |
| - شولر 25'، 47' - غوين 80' (ركلة.) - روبرتس 86' (ه.ذ.) - أنيومي 88' | تقرير | - هولاند 42' |

| آيسلندا | 0–1   | الدنمارك       |
| ------- | ----- | -------------- |
|         | تقرير | - فانغسغور 71' |

| الدنمارك                      | 2–1   | ويلز         |
| ----------------------------- | ----- | ------------ |
| - فانغسغور 28' - بريدغارد 39' | تقرير | - فيشلوك 72' |

| آيسلندا | 0–2   | ألمانيا                        |
| ------- | ----- | ------------------------------ |
|         | تقرير | - غوين 65' (ركلة.) - بول 90+4' |

| ويلز         | 1–2   | آيسلندا                       |
| ------------ | ----- | ----------------------------- |
| - هيوز 90+4' | تقرير | - لاد 29' (ه.ذ.) - زوميرس 79' |

| ألمانيا                              | 3–0   | الدنمارك |
| ------------------------------------ | ----- | -------- |
| - بوب 14' - هيغيرينغ 26' - بول 90+3' | تقرير |          |

| الدنمارك | 0–1   | آيسلندا             |
| -------- | ----- | ------------------- |
|          | تقرير | - فيلهيلمسدوتير 77' |

| ويلز | 0–0   | ألمانيا |
| ---- | ----- | ------- |
|      | تقرير |         |

| الدنمارك           | 2–0   | ألمانيا |
| ------------------ | ----- | ------- |
| فانغسغارد 23'، 64' | تقرير |         |

| آيسلندا           | 1–0   | ويلز |
| ----------------- | ----- | ---- |
| - فيغغوسدوتير 18' | تقرير |      |

### المجموعة الرابعة
| م | الفريق     | لعب | ف | ت | خ | أ.له | أ.ع | أ.ف | نقاط | التأهل أو الهبوط             |  | إسبانيا | إيطاليا | السويد | سويسرا |
| - | ---------- | --- | - | - | - | ---- | --- | --- | ---- | ---------------------------- |  | ------- | ------- | ------ | ------ |
| 1 | إسبانيا    | 6   | 5 | 0 | 1 | 23   | 9   | +14 | 15   | تأهل إلى نهائيات دوري الأمم  |  | —       | 2–3     | 5–3    | 5–0    |
| 2 | إيطاليا    | 6   | 3 | 1 | 2 | 8    | 5   | +3  | 10   |                              |  | 0–1     | —       | 0–1    | 3–0    |
| 3 | السويد (O) | 6   | 2 | 1 | 3 | 8    | 10  | −2  | 7    | تأهل إلى مباريات ملحق الهبوط |  | 2–3     | 1–1     | —      | 1–0    |
| 4 | سويسرا (R) | 6   | 1 | 0 | 5 | 2    | 17  | −15 | 3    | هبط إلى الدوري B             |  | 1–7     | 0–1     | 1–0    | —      |

| السويد                     | 2–3   | إسبانيا                                                    |
| -------------------------- | ----- | ---------------------------------------------------------- |
| - إريكسون 23' - هورتيغ 82' | تقرير | - ديل كاستيو 38' - نافارو 77' - كالدينتي 90+6' (ركلة جزاء) |

| سويسرا | 0–1   | إيطاليا      |
| ------ | ----- | ------------ |
|        | تقرير | - كاروزو 64' |

| إيطاليا | 0–1   | السويد        |
| ------- | ----- | ------------- |
|         | تقرير | - كانيريد 14' |

| إسبانيا                                                    | 5–0   | سويسرا |
| ---------------------------------------------------------- | ----- | ------ |
| - غارسيا 15' - بونماتي 45+1'، 49' - غابارو 57' - أوروز 87' | تقرير |        |

| إيطاليا | 0–1   | إسبانيا       |
| ------- | ----- | ------------- |
|         | تقرير | - إيرموسو 89' |

| السويد        | 1–0   | سويسرا |
| ------------- | ----- | ------ |
| - إريكسون 44' | تقرير |        |

| السويد           | 1–1   | إيطاليا        |
| ---------------- | ----- | -------------- |
| - سيمبرانت 90+6' | تقرير | - جياشينتي 57' |

| سويسرا        | 1–7   | إسبانيا                                                                                       |
| ------------- | ----- | --------------------------------------------------------------------------------------------- |
| - بيلغريم 69' | تقرير | - هيرنانديز 4' - بوتياس 11'، 62' (ركلة جزاء) - مينديز 56' - ديل كاستيو 72'، 89' - أوروز 90+3' |

| سويسرا              | 1–0   | السويد |
| ------------------- | ----- | ------ |
| - كرنوغورتشيفيتش 6' | تقرير |        |

| إسبانيا                         | 2–3   | إيطاليا                                    |
| ------------------------------- | ----- | ------------------------------------------ |
| - ديل كاستيو 12' - غونزاليس 76' | تقرير | - جياشينتي 46' - كامبياغي 57' - ليناري 64' |

| إيطاليا                                 | 3–0   | سويسرا |
| --------------------------------------- | ----- | ------ |
| - جوليانو 31' - سالفاي 48' - كاروزو 85' | تقرير |        |

| إسبانيا                                                          | 5–3   | السويد                                            |
| ---------------------------------------------------------------- | ----- | ------------------------------------------------- |
| - بارايويلو 11' - ديل كاستيو 51' - كالدينتي 78'، 89' - فياما 81' | تقرير | - زيغيوتي أولمه 1' - أصلاني 14' - بلاكستينيوس 29' |

## الفرق المتأهلة إلى أولمبياد باريس 2024
تأهلت الفرق الثلاثة التالية من الاتحاد الأوروبي (UEFA) إلى دورة الألعاب الأولمبية الصيفية 2024 لكرة القدم للسيدات، بما في ذلك فرنسا التي تأهلت بصفتها الدولة المضيفة.
| الفريق  | التأهل بصفة                         | تاريخ التأهل   | الظهور السابق في الألعاب الأولمبية الصيفية |
| ------- | ----------------------------------- | -------------- | ------------------------------------------ |
| فرنسا   | الدولة المضيفة                      | 13 سبتمبر 2017 | 2 (2012، 2016)                             |
| إسبانيا | وصيف دوري الأمم الأوروبية           | 23 فبراير 2024 | 0 (الظهور الأول)                           |
| ألمانيا | الفائزة بمباراة تحديد المركز الثالث | 28 فبراير 2024 | 5 (1996، 2000، 2004، 2008، 2016)           |

1. ↑  الخط المائل يشير إلى الدولة المضيفة في تلك النسخة، والخط العريض يشير إلى البطل.
2. ↑  كان من المقرر أن يتأهل طرفا نهائي دوري الأمم الأوروبية إلى الأولمبياد. وبما أن فرنسا كانت أحد طرفي النهائي، مُنحت البطاقة الثالثة للفائزة في مباراة تحديد المركز الثالث.[2]

## تصنيف الدوري
تم تصنيف الفرق الـ16 في الدوري "أ" من المركز الأول حتى المركز السادس عشر في دوري الأمم الأوروبية للسيدات 2023–24 وفقًا للقواعد التالية:
- تم تصنيف الفرق التي أنهت المجموعات في المركز الأول من الأول إلى الرابع حسب نتائجها في نهائيات دوري الأمم.
- تم تصنيف الفرق التي أنهت المجموعات في المركز الثاني من الخامس إلى الثامن حسب نتائجها في مرحلة الدوري.
- تم تصنيف الفرق التي أنهت المجموعات في المركز الثالث من التاسع إلى الثاني عشر حسب نتائجها في مرحلة الدوري.
- تم تصنيف الفرق التي أنهت المجموعات في المركز الرابع من الثالث عشر إلى السادس عشر حسب نتائجها في مرحلة الدوري.

| Rnk | مج | الفريق   | لعب | ف | ت | خ | أ.له | أ.ع | أ.ف | نقاط |
| --- | -- | -------- | --- | - | - | - | ---- | --- | --- | ---- |
| 1   | A4 | إسبانيا  | 6   | 5 | 0 | 1 | 23   | 9   | +14 | 15   |
| 2   | A2 | فرنسا    | 6   | 5 | 1 | 0 | 9    | 1   | +8  | 16   |
| 3   | A3 | ألمانيا  | 6   | 4 | 1 | 1 | 14   | 3   | +11 | 13   |
| 4   | A1 | هولندا   | 6   | 4 | 0 | 2 | 14   | 6   | +8  | 12   |
|     |    |          |     |   |   |   |      |     |     |      |
| 5   | A1 | إنجلترا  | 6   | 4 | 0 | 2 | 15   | 8   | +7  | 12   |
| 6   | A3 | الدنمارك | 6   | 4 | 0 | 2 | 10   | 6   | +4  | 12   |
| 7   | A4 | إيطاليا  | 6   | 3 | 1 | 2 | 8    | 5   | +3  | 10   |
| 8   | A2 | النمسا   | 6   | 3 | 1 | 2 | 7    | 8   | −1  | 10   |
|     |    |          |     |   |   |   |      |     |     |      |
| 9   | A3 | آيسلندا  | 6   | 3 | 0 | 3 | 4    | 8   | −4  | 9    |
| 10  | A1 | بلجيكا   | 6   | 2 | 2 | 2 | 7    | 10  | −3  | 8    |
| 11  | A4 | السويد   | 6   | 2 | 1 | 3 | 8    | 10  | −2  | 7    |
| 12  | A2 | النرويج  | 6   | 1 | 2 | 3 | 9    | 8   | +1  | 5    |
|     |    |          |     |   |   |   |      |     |     |      |
| 13  | A2 | البرتغال | 6   | 1 | 0 | 5 | 5    | 13  | −8  | 3    |
| 14  | A4 | سويسرا   | 6   | 1 | 0 | 5 | 2    | 17  | −15 | 3    |
| 15  | A1 | إسكتلندا | 6   | 0 | 2 | 4 | 3    | 15  | −12 | 2    |
| 16  | A3 | ويلز     | 6   | 0 | 1 | 5 | 4    | 15  | −11 | 1    |

## الهدافون
الأهداف = 142 | المباريات = 48
6 أهداف
- لينيث بيرنستين

5 أهداف
- أثينيا ديل كاستيلو

4 أهداف
- أمالي فينجسغارد
- كلارا بويل

3 أهداف
- ايلين كامبل
- بيرنيلي هاردر
- لوسي برونز
- لورين هامب
- جوليا غوين
- ليا شيلر
- آدا هيغيربرغ
- ماريونا كالدينتي

هدفين
- ماري ديتروير
- تيسا وولارت
- لورين جيمس
- فران كيبي
- غريس غيور
- ويندي رينار
- أريانا كاروسو
- فالنتينا جيانتيني
- إسمي برغتس
- داماريس إيغورولا
- كارينا سافييك
- كارول كوستا
- أيتانا بونماتي
- مايتي أوروز
- ألكسيا بوتيلاس
- ماغدالينا إريكسون
- جيس فيشلوك

هدف واحد
- باربرا دنست
- فيكتوريا بينثر
- كاثارينا شيتشل
- جاسينا بلوم
- لورا دي نيف
- كاساندره ميسيبوا
- صوفي بريدغارد
- فريديريكي ثوغيرسن
- سانا ترولسغارد
- أليكس غرينوود
- بث ميد
- أليسيا روسو
- جورجيا ستانووي
- إيلا تون
- سيلما باشا
- أماندين هنري
- ماري-أنتوانيت كاتوتو
- يوجينيا لو صومر
- نيكول أنيومي
- مارينا هيغرينغ
- ألكسندرا بوب
- غلوديس بيرلا فيغغوسدوتير
- كارولينا ليا فيلهيلمسدوتير
- ديلجا زومرز
- ميكيلا كامبياغي
- مانويلا جيوليانو
- إلين ليناري
- تشيشيا سيلفا
- دانييلا فان دي دونك
- رينيه جانسن
- ليكي مارتينس
- جيل رورد
- صوفي رومان هوغ
- ماريت براتبرغ لوند
- فريدا مانوم
- إليزابيث تيرلاند
- آنا كابيتا
- أندريا جاكينتو
- تاتيانا بينتو
- إيرين كوثبرت
- كيرستي هانسون
- صوفي هاوارد
- فياما بينيتز
- إنما غابارو
- لوسيا غارسيا
- إستير غونزاليس
- جيني هيرموسو
- أويهان هيرنانديز
- ماريا مينديز
- إيفا نافارو
- سالما بارالوييلو
- كوسوفاري أسلاني
- ستينا بلاكستينيوس
- لينا هورتغ
- يوهانا ريتينغ كانيريد
- ليندا سيمبرانت
- جوليا زيغيوتي أولمي
- آنا-ماريا كرنوجوركيفيتش
- ألاياه بيلغريم
- سيري هولاند
- إليز هوغز

هدف واحد ضد فريق
- مارين مييلدي (ضد فرنسا)
- كاتارينا آمادو (ضد النمسا)
- هايلي لاد (ضد آيسلندا)
- ريانون روبرتس (ضد ألمانيا)

ملاحظات
1. ↑  CEST (UTC+2) للأوقات حتى 28 أكتوبر 2023، وCET (UTC+1) للأوقات من 29 أكتوبر 2023.